# António Morais
António da Rocha Morais (Vila Nova de Gaia, 30 dicembre 1934 – Ourique, 1º luglio 1989) è stato un allenatore di calcio e calciatore portoghese, di ruolo attaccante.

## Palmarès

### Giocatore

#### Competizioni nazionali
- Campionato portoghese: 1

Porto: 1958-1959
- Coppa del Portogallo: 1

Porto: 1957-1958

### Allenatore

#### Competizioni nazionali
- Coppa del Portogallo: 1

Porto: 1983-1984
- Supercoppa di Portogallo: 1

Porto: 1983